# گمینا تژبنگتسا
گمینا تژبنگتسا (به لهستانی:  Gmina Trzebnica) یک گمینا در لهستان است که در شهرستان چبنیکا واقع شده‌است. گمینا تژبنگتسا ۲۰۰٫۱۹ کیلومتر مربع مساحت و ۲۱٬۸۱۷ نفر جمعیت دارد.